# Corse-Sardaigne
 (juin 2019).
Si vous disposez d'ouvrages ou d'articles de référence ou si vous connaissez des sites web de qualité traitant du thème abordé ici, merci de compléter l'article en donnant les références utiles à sa vérifiabilité et en les liant à la section « Notes et références ».
238 av. J.-C. – 455 apr. J.-C.
Entités précédentes :
- Carthage antique

Entités suivantes :
- Royaume vandale

La Corse-Sardaigne (Corsica et Sardinia en latin) est pendant près de 700 ans une province romaine.

## Comptoirs phéniciens et grecs
Les Puniques sont les premiers à fonder des comptoirs commerciaux en Corse et en Sardaigne : Caralis (Cagliari), Tharros (Tour de San Giovanni), mais les Grecs de Phocée les concurrencent avec leurs colonies d’Alalia (actuelle Aléria) en Corse (fondée vers 560 av. J.-C.) et de Terranova Pausania (Olbia) en Sardaigne. Les Carthaginois aidés des Étrusques vainquent les Phocéens à Alalia en -535. La Sardaigne, puis la Corse, passent sous le contrôle de Carthage.

## Guerres puniques
Lors de la première guerre punique, les Romains attaquent la Sardaigne dès -259, mais ne s’en emparent pas. Après la défaite de Carthage en -241, les mercenaires sardes au service de Carthage se révoltent en -238 et demandent l’aide des Romains. Ceux-ci déclarent à nouveau la guerre à Carthage et envoient leur flotte de guerre. En -229, Carthage cède à Rome la Corse et la Sardaigne, perdant ainsi deux places stratégiques en mer Tyrrhénienne.
Lors de la deuxième guerre punique (218-201), les Carthaginois tentent en vain de reprendre la Sardaigne.

## Province romaine
Les Romains, maîtres des côtes et des plaines, mettent près d’un siècle à soumettre les populations indigènes de l’intérieur des îles.
Durant l'hiver -39 à -38, Menas livre la Sardaigne et la Corse à Octavien, en échange d'argent, dont une grande partie de la flotte des Pompée ainsi que plusieurs légions. Il est nommé au sein de l'Ordre équestre entre autres récompenses… 
En -27, enfin largement pacifiées, elles deviennent une province sénatoriale, mais l’insécurité que fait régner le brigandage oblige à la transformer vers 66 en province impériale pour y envoyer des légions.
Jugées peu attirantes en raison de leur rudesse, la Corse et la Sardaigne servent plusieurs fois de lieu de bannissement durant l’Empire romain :
- en 19, Tibère a envoyé en Sardaigne plusieurs milliers de juifs de Rome accusés de prosélytisme, afin qu'ils luttent contre les brigands et travaillent aux mines.
- Sénèque le Jeune (-4..+65) est relégué en Corse entre 41 et 48 (ou 49) apr. J.-C.

La Sardaigne est une des provinces productrices de blé, qu'elle exporte vers Rome via Ostie, comme en témoignent les représentations commerciales de Karalis (Cagliari) et de Turris (Porto Torres) dans la place des Corporations.
Les Vandales, après avoir envahi l’Afrique romaine, s’emparent de la Corse et de la Sardaigne, vers 456. Ils les gardent jusqu’en 533, date de leur reconquête par Bélisaire, général de l’empereur d’Orient Justinien Ier.